# Piazzale Michelangelo
Esplanada Michelangelo (în italiană Piazzale Michelangelo) din Florența este o piață publică cu belvedere, care permite o faimoasă panoramă asupra întregului oraș, în apropiere de centrul său istoric.

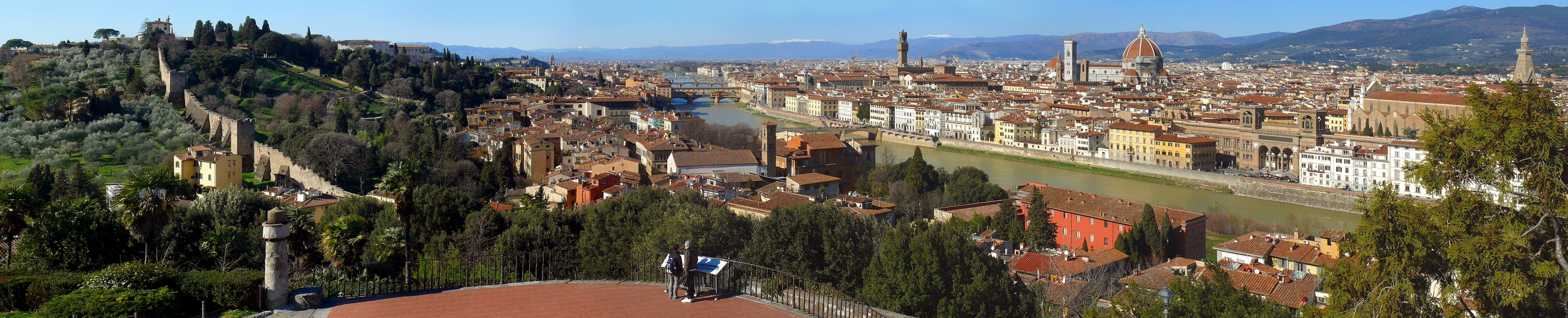
Panorama de pe esplanada Michelangelo

## Galerie de imagini

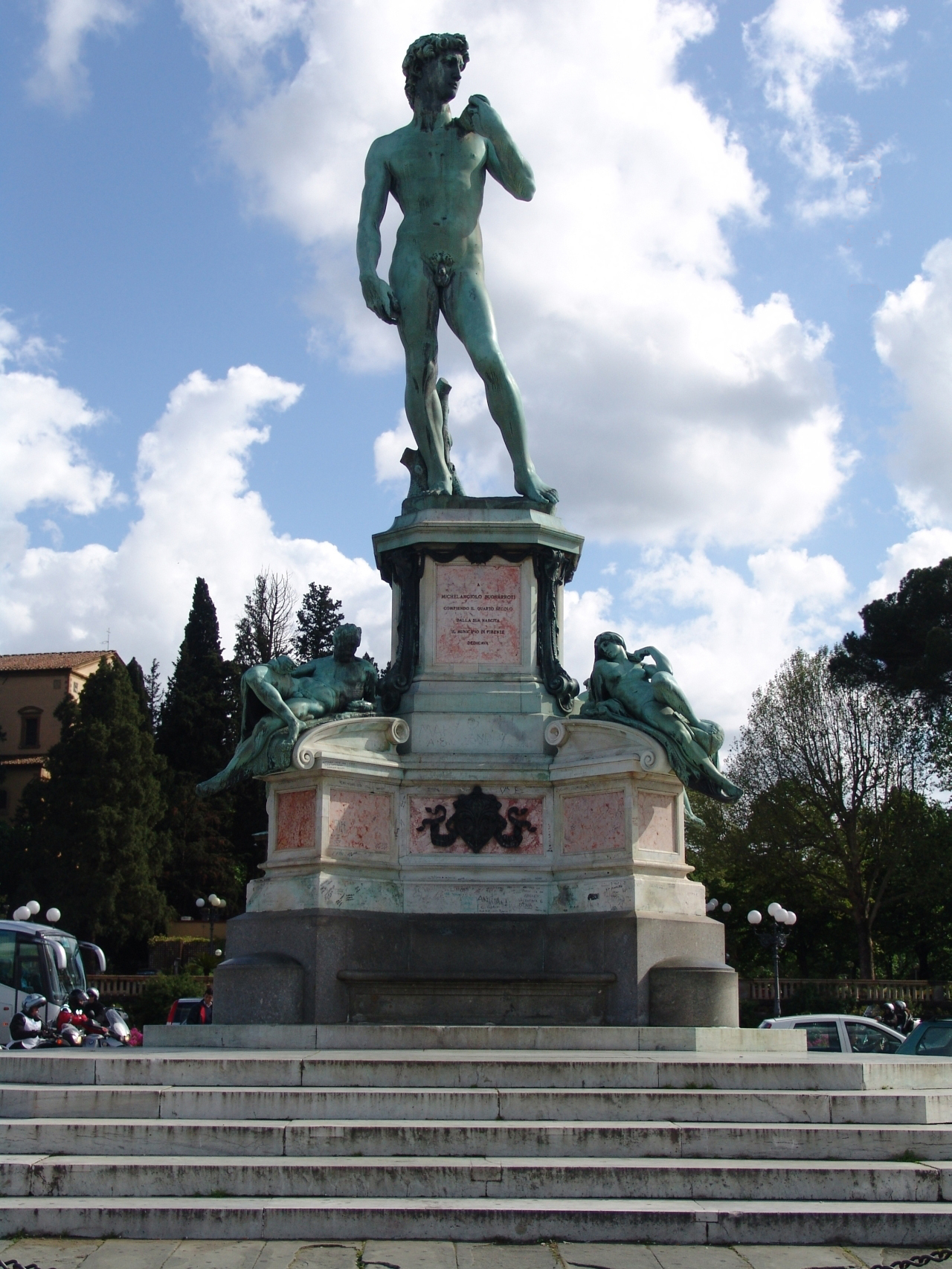
Replica în bronz a statuii David de Michelangelo, aflată în centrul Esplanadei Michelangelo / Piazzale Michelangelo
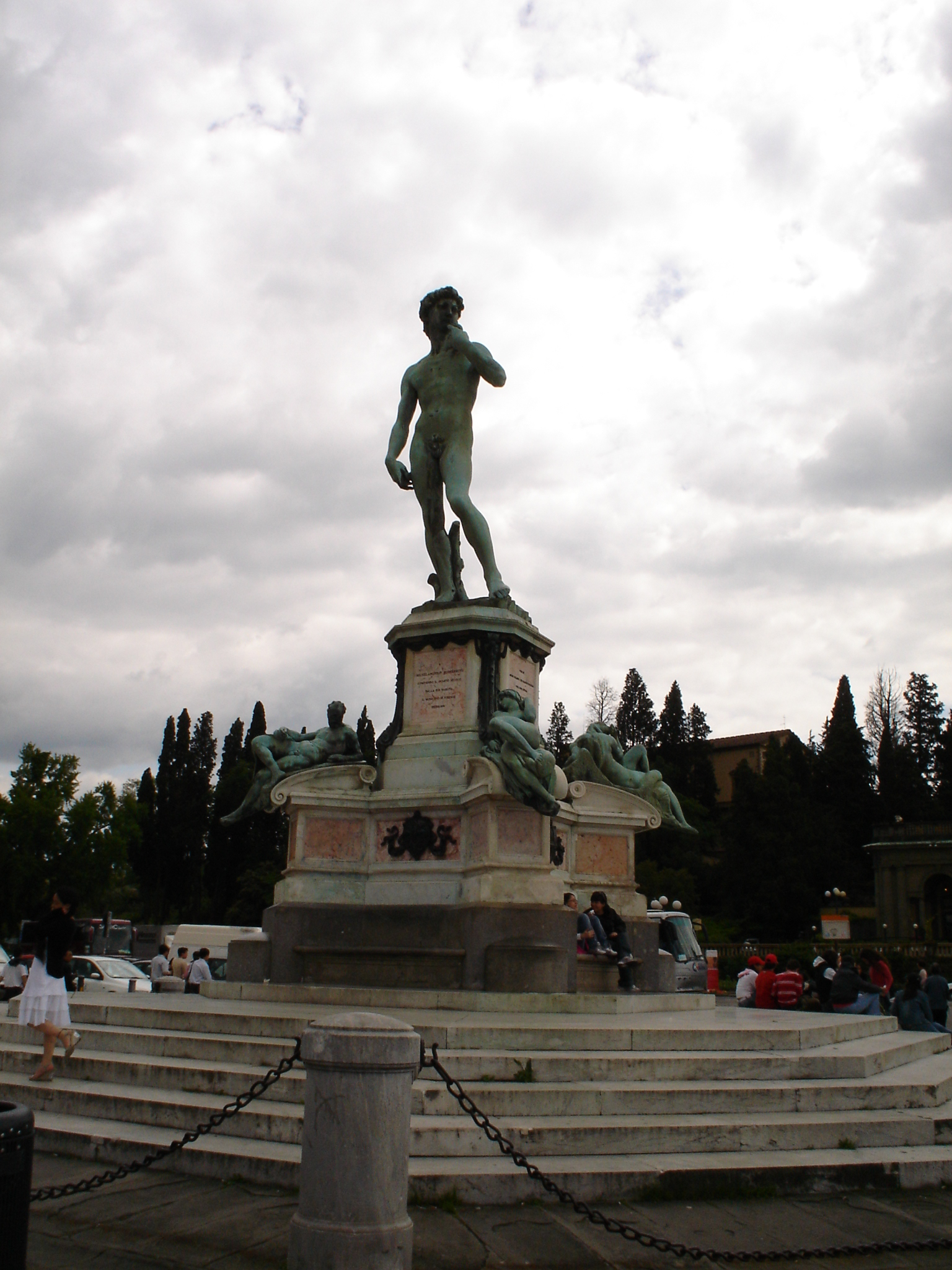
Replica în bronz a statuii „David” de Michelangelo
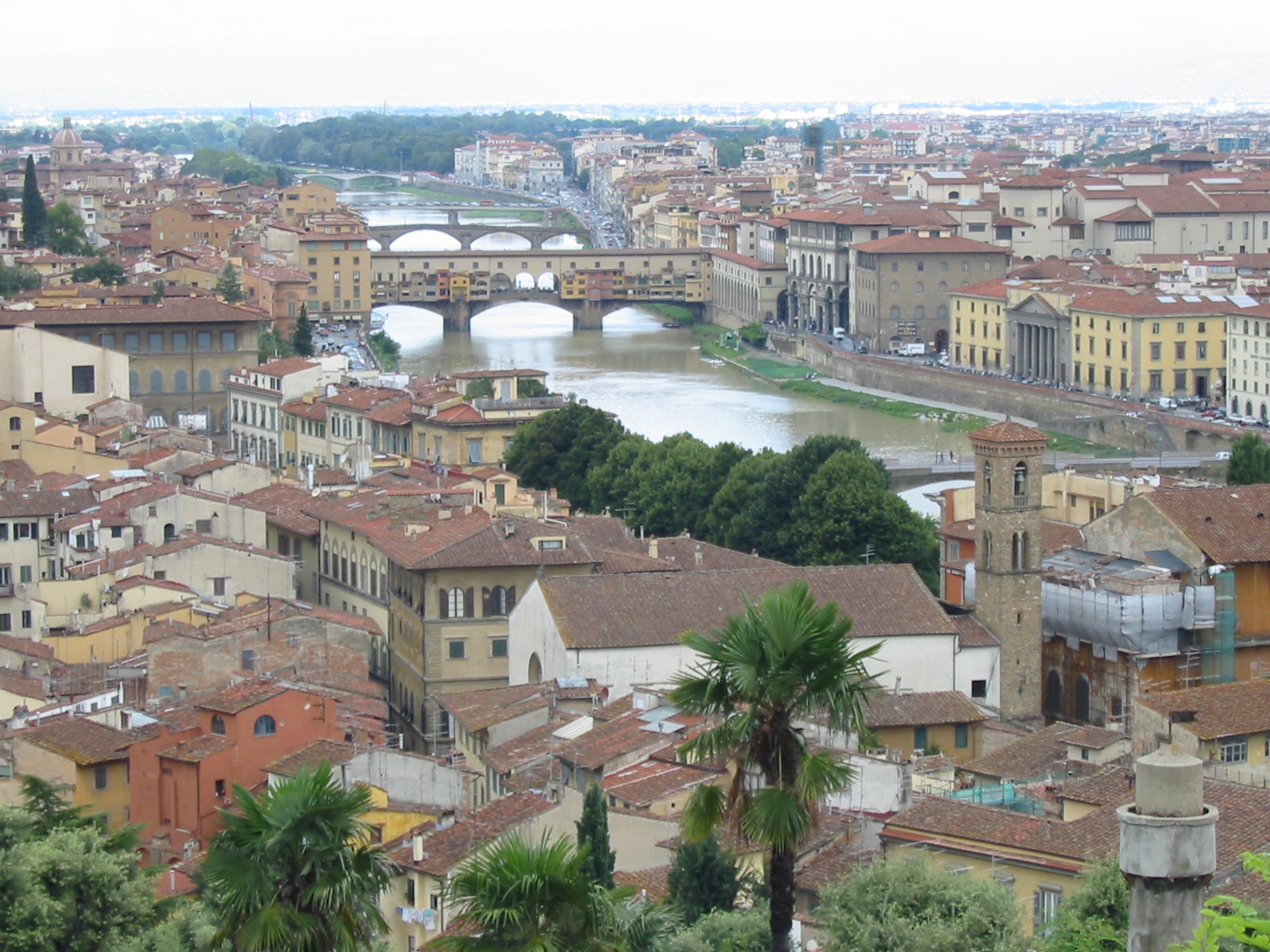
Podurile peste Arno, între care Ponte Vecchio. Vedere din Piazzale Michelangelo
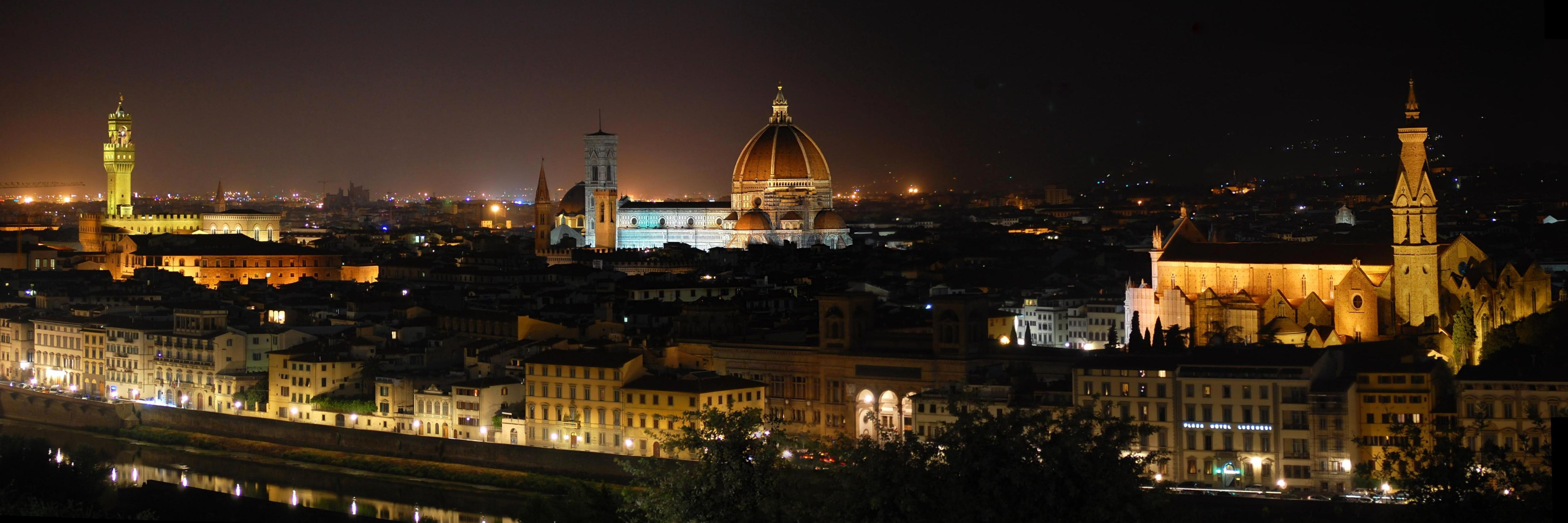
Vedere panoramică nocturnă din Piazzale Michelangelo, asupra orașului Florența. Se pot vedea Duomo, Santa Croce și Palazzo Vecchio.
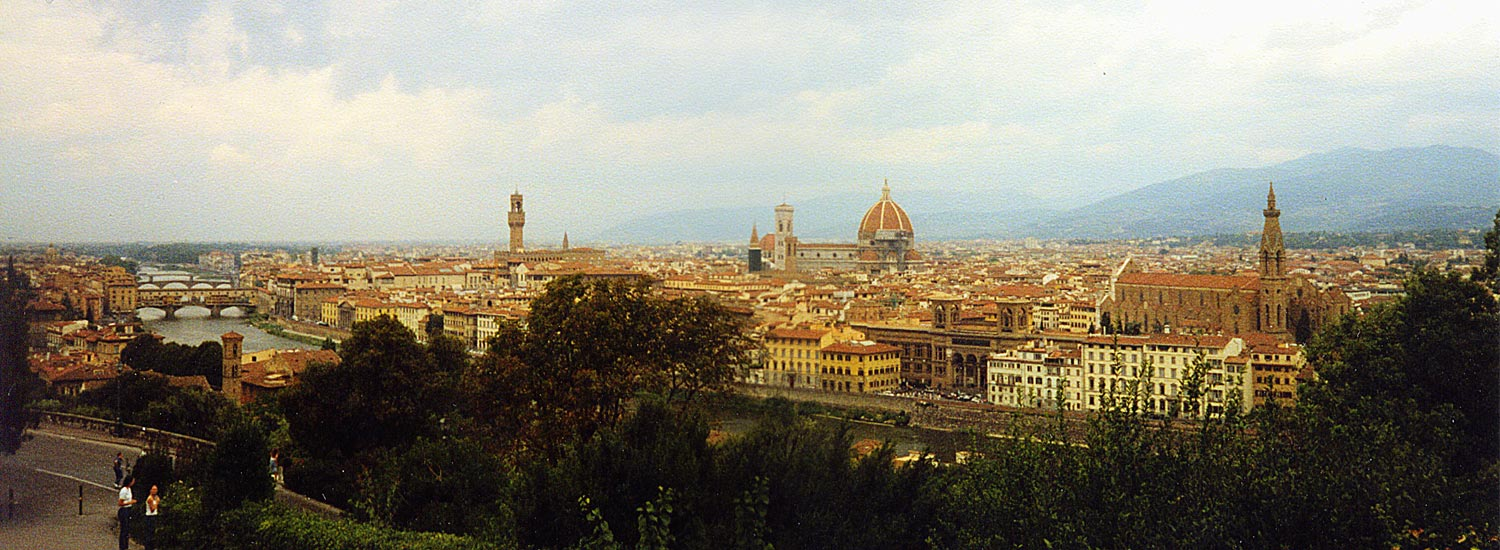
Vedere panoramică spre centrul Florenței